# Liste der Monuments historiques in Saint-Paul (Oise)
Die Liste der Monuments historiques in Saint-Paul (Oise) führt die Monuments historiques in der französischen Gemeinde Saint-Paul auf.

## Liste der Bauwerke
| Bezeichnung                        | Beschreibung                    | Standort | Kennzeichnung | Schutzstatus | Datum | Bild           |
| ---------------------------------- | ------------------------------- | -------- | ------------- | ------------ | ----- | -------------- |
| Ruine der Abteikirche St-Paul      |                                 | (Lage)   | PA00114871    | Inscrit      | 1933  | weitere Bilder |
| Maison dite l’Hôtellerie des Dames | Haus, erbaut im 15. Jahrhundert | (Lage)   | PA00114872    | Inscrit      | 1935  | weitere Bilder |

## Liste der Objekte
- Monuments historiques (Objekte) in Saint-Paul (Oise) in der Base Palissy des französischen Kultusministeriums